# ابلوموف
ابلوموف یا آبلوموف (به روسی: Обломов) رمانی نوشته ایوان گنچاروف نویسنده روس به سال ۱۸۵۹ است. نیکیتا میخایلکوف، کارگردان روس، در ۱۹۷۹ بر اساس این رمان فیلمی یا عنوان چند روز از زندگی ابلوموف ساخته‌است. نمایش‌نامهٔ آبلوموف از مارسل کوولیه، هم از رمان مزبور اقتباس شده‌است.

## خلاصه داستان
ایلیا ایلیچ ابلوموف دوران کودکی را در املاک پدرش در روستا در کنار خانواده و دوستش آندره می‌گذارند. در جوانی در سن پترزبورگ به استخدام دولت در می‌آید. پس از سال‌ها خدمت در کار دولتی، ابلوموف بازنشسته همه روز در خانه روی کاناپه می‌لمد. لمیدگی برای او نه از روی خستگی یا کسالت، بلکه خو و عادت اوست. هر وقت در خانه است، که همیشه هست، بر روی کاناپه لمیده یا در خواب است.
آندره می‌کوشد ابلوموف را با زندگی اجتماعی آشنا کند و او را از سستی و خمودگی نجات دهد. اما تلاش او بی‌ثمر می‌ماند. عشق اولگا هم نمی‌تواند او را از رخوت و سستی به درآورد. ابلوموف همچنان به زندگی راحت و خمودگی خود ادامه می‌دهد. با بیوه‌ای ازدواج می‌کند و تا آخر زندگی با تن آسایی خود، که آندرهٔ آن را ابلوموفیسم می‌نامد، به‌سر می‌برد.

## نقد و بررسی

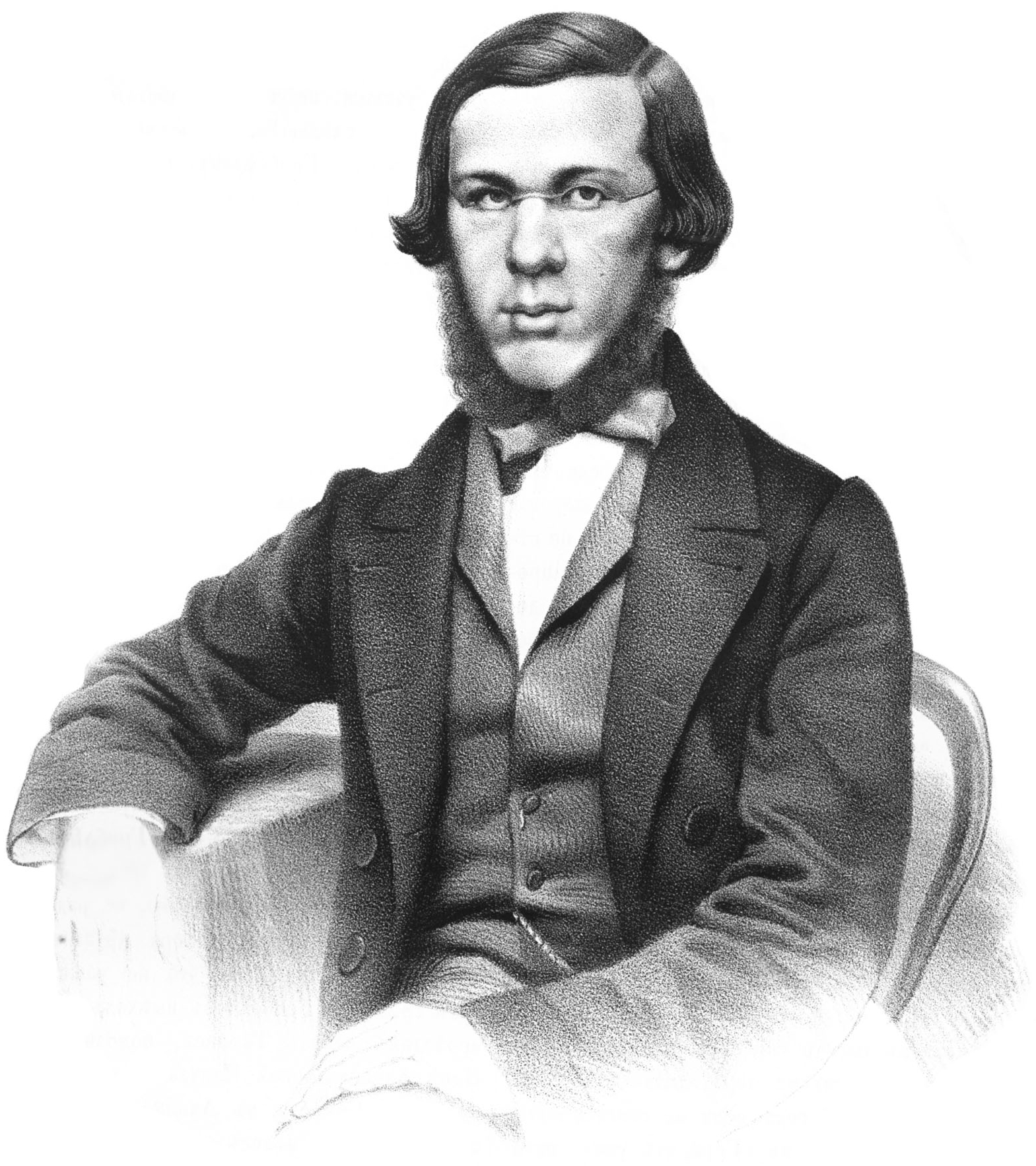
ابلوموف یا آبلوموف

ابلوموف هجوی است دربارهٔ اشراف قرن نوزدهم روسیه که زندگی را با تن‌پروری و خمودگی می‌گذاراند. رمان گنچاروف در روسیه بسیار مورد توجه مردم و منتقدان ادبی قرار گرفت. تولستوی آن را شاهکار بزرگ ادبی می‌نامد و داستایفسکی نیز آن را زاده ذهنی سرشار می‌خواند. در رمان ابلوموف، نوستالژی، رؤیا، و تخیل موج می‌زند و نگاه جزئی نگر گنچاروف و توصیف وی از رویدادها و شخصیت‌ها از منظر روانشناختی قابل تأمل است. ابلوموف نمایانگر مسخ انسان است.
نیکولای دوبرولیوبوف منتقد روس نقد مفصلی با نام آبلومویسم چیست نوشته‌است و آن را با بحث مرد زیادی در هم آمیخته‌است. لنین (ضمن نطقی در ۱۹۲۲) گفت: «روسیه سه انقلاب را از سر گذرانده‌است، اما هنوز آبلوموف‌ها باقی مانده‌اند»
منظور وی این بود که روحیه تنبلی و کرختی چنان با طبع و سرشت برخی از افراد، حتی افراد روشنفکر و فرهیخته، عجین شده‌است که انقلاب هم نتوانسته آن را ریشه‌کن کند. غلامحسین ساعدی با اشاره به آبلوموف گفته‌است گنچاروف در دنیای دیکتاتوری سیاسی، بزرگترین کتاب را نوشته‌است.

## یادداشت
1. ↑  آبلوموف برگردان سروش حبیبی
2. ↑  Marcel Cuvelier